# بوبي سيل
كان روبرت جورج سيل (22 أكتوبر 1936) ناشطًا ومؤلفًا سياسيًا أمريكيًا.
شارك سيل في عام 1966 في تأسيس حزب الفهود السود مع زميله الناشط هيوي بّي. نيوتن. تأسس الحزب باسم «حزب الفهود السود للدفاع عن النفس»، وتجسد دوره الرئيسي بمراقبة أنشطة الشرطة وتحدي وحشية الشرطة في المجتمعات السوداء، وذلك في أوكلاند بولاية كاليفورنيا أولًا ثم في مختلف مدن الولايات المتحدة.
كان سيل أحد الثمانية المحكومين من شيكاغو الذين اتهمتهم الحكومة الفيدرالية الأمريكية بتهم التآمر المتعلقة بالاحتجاجات المناهضة لحرب فيتنام في شيكاغو في إلينوي خلال المؤتمر الوطني للحزب الديمقراطي لعام 1968. أمر القاضي يوليوس هوفمان سيل في تلك المحاكمة بأسلوب سيء بالمثول أمام المحكمة مقيدًا ومكممًا. وقف سيل في المحكمة في كل يوم من أيام المحاكمة وصرخ «أنا أعترض» عند ذكر اسمه بسبب عدم حضور محاميه أثناء المحاكمة. ادعى سيل أنه حُرم من حقه الدستوري في الدفاع عن نفسه، فكان بذلك بمكان أهان فيه حرمة المحكمة. قُيِّدت يدي سيل، وكُبلت ساقيه على كرسي ووضِع شريط لاصق حول فمه لمنعه من التحدث أثناء المحاكمة. فُصِلت قضية سيل عن المتهمين الآخرين بعد مرور أكثر من شهر على المحاكمة؛ وتحولت القضية من «متهمي شيكاغو الثمانية» إلى «متهمي شيكاغو السبعة». رفضت الحكومة إعادة محاكمته بتهمة التآمر بعد انتهاء قضيته. حكم القاضي هوفمان على سيل بالسجن لمدة أربع سنوات بتهمة إهانة المحكمة الجنائية، وذلك على الرغم من عدم إدانته مطلقًا في هذه القضية. نُقِض حكم الإهانة عند الاستئناف.
وُجِّهت الاتهامات إلى سيل وحوكِم في عام 1970 أثناء وجوده في السجن في قضية قتل أعضاء من حزب الفهود السود في نيو هيفن بتهمة تعذيب وقتل أليكس راكلي، والذي اشتبه به حزب الفهود السود بأنه مخبر للشرطة. أدلى عضو الحزب جورج سامز جونيور بشهادته التي تضمنت تلقيه أوامر من سيل بقتل راكلي. لم تتمكن هيئة المحلفين من التوصل إلى حكم في محاكمة سيل، وأُسقِطت التهم في النهاية.
تشمل كتب سيل غضب وحيد: السيرة الذاتية لبوبي سيل، وكتاب اغتنام الوقت: قصة حزب الفهود السود وهيوي بّي. نيوتن وكتاب القوة للشعب: عالم الفهود السود (مع ستيفن شاميس).

## النشاط

### الفهود السود
تأثر بوبي سيل وهيوي بّي. نيوتن بشكل كبير بتعاليم الناشط مالكوم إكس الذي اغتيل في عام 1965؛ وتشارك الاثنان معًا في أكتوبر عام 1966 لإنشاء حزب الفهود السود للدفاع عن النفس؛ والذي تبنى شعار الناشط الراحل «الحرية ضرورية باختلاف وسائلها». أنشأ سيل ونيوتن قبل بدء حزب الفهود السود مجموعة تعرف باسم مجلس سول الاستشاري للطلاب. نُظِّمت المجموعة للسماح لها بالعمل من خلال «الديمقراطية المتطرفة»، والتي عُرِّفت بأنها فردية تُظهِر نفسها على أنها نفور من الانضباط. «كان الهدف هو تطوير مجموعة الحرم الجامعي التي من شأنها أن تساعد في تطوير القيادة للعودة إلى مجتمع السود وخدمة المجتمع الأسود بطريقة ثورية». استمر سيل ونيوتن بعد إنشاء مجلس سول الاستشاري للطلاب في تأسيس المجموعة التي عُرِفوا بها بسهولة وهي حزب الفهود السود؛ وكان الهدف منه تنظيم المجتمع الأسود والتعبير عن رغباتهم واحتياجاتهم من أجل مقاومة العنصرية والطبقية التي يكرسها النظام. وصف سيل الحزب بأنه «منظمة تمثل السود وينتمي إليها العديد من المتطرفين البيض ويفهمون أن حزب الفهود السود يمثل جبهة ثورية صالحة ضد هذا النظام الرأسمالي العنصري المنحط».

#### المنشورات
كتب سيل ونيوتن معًا المذهبين «ما نريده الآن!» الذي قال سيل أنه يهدف إلى شمل «الأشياء العملية والمحددة التي نحتاجها والتي يجب أن تكون موجودة»، ومذهب «ما نؤمن به» والذي يحدد المبادئ الفلسفية لحزب الفهود السود من أجل تثقيف الناس ونشر المعلومات حول تفاصيل برنامج الحزب. كانت هذه المنشورات جزءًا من برنامج النقاط العشر للحزب، والمعروف أيضًا باسم «برنامج وحزب الفهود السود للدفاع عن النفس ذي النقاط العشر»؛ وهو عبارة عن مجموعة من المبادئ التوجيهية للمثل العليا لحزب الفهود السود وطرق عمله. قرر سيل ونيوتن تعيين نيوتن وزيرًا للدفاع وأصبح سيل رئيسًا للحزب. خضع خلال الفترة التي قضاها مع الفهود لمراقبة مكتب التحقيقات الفيدرالي كجزء من مشروع كوينتيلبرو غير القانوني.
كتب سيل في عام 1968 كتاب اغتنام الوقت: قصة حزب الفهود السود وهوي بّي. نيوتن الذي نُشر في عام 1970.

### محاكمة شيكاغو 8
كان بوبي سيل أحد المتهمين الأصليين في قضية «شيكاغو 8» بالتآمر والتحريض على الشغب في أعقاب المؤتمر الوطني للحزب الديمقراطي لعام 1968 في شيكاغو. قال بوبي سيل، أثناء وجوده في السجن، «أن تكون ثوريًا يعني أن تكون عدوًا للدولة. أن يُقبض عليك بسبب هذا النضال هو أن تكون سجينًا سياسيًا» كانت الأدلة ضد سيل قليلة، ولم يكن مشاركًا في التخطيط للنشاط الاحتجاجي للمؤتمر، وذهب إلى شيكاغو كبديل في اللحظة الأخيرة للناشط إلدريدغ كليفر. بقي سيل في شيكاغو لمدة يومين فقط من المؤتمر. قيده القاضي يوليوس هوفمان أثناء المحاكمة وكمم فمه، وأُحيت ذكرى ذلك في أغنية «شيكاغو» التي كتبها غراهام ناش، وذكرها في قصيدة وأغنية «إتش تو أو غيت بلوز» لغيل سكوت هارون. حكم عليه القاضي هوفمان في 5 نوفمبر عام 1969 بالسجن لمدة أربع سنوات ووجه له 16 تهمة إهانة، وقضت كل تهمة بالسجن لمدة ثلاثة أشهر بسبب انفعالاته أثناء المحاكمة، وأمر في النهاية بفصل سيل عن القضية، مؤديًا ذلك إلى تنظيم إجراءات ضد المتهمين الباقين الذين أُطلِق عليهم اسم «شيكاغو 7».[بحاجة لمصدر]

### محاكمات نيو هيفن لحزب الفهود السود
حوكِم سيل مرة أخرى في عام 1970 في محاكمات نيو هيفن لحزب الفهود السود أثناء قضاء عقوبته البالغة أربع سنوات. قتل العديد من ضباط الحزب زميلهم، أليكس راكلي، الذي اعترف تحت التعذيب بأنه مخبر للشرطة. حول منظم خطة القتل، جورج دبليو. سامز جونيور، أدلة الولاية وأدلى بشهادته أن سيل، الذي زار نيو هيفن قبل ساعات فقط من القتل، أمره بقتل راكلي. ترافقت المحاكمات مع مظاهرة كبيرة في نيو هيفن في يوم مايو عام 1970، والتي تزامنت مع بداية إضراب الطلاب الجامعيين الأمريكيين في عام 1970. لم تتمكن هيئة المحلفين من التوصل إلى حكم في محاكمة سيل، وأسقطت التهم في النهاية. أوقفت الحكومة إدانته وأُطلق سراحه في عام 1972. حملت زوجته آرتي من زميله في الحزب فريد بينيت، حسبما زُعم، أثناء وجود سيل في السجن. عُثِر على بقايا بينيت المشوهة في مخبأ إحدى أعضاء الحزب المشتبه بهم في أبريل عام 1971. كان سيل متورطًا في جريمة القتل، حيث اشتبهت الشرطة في أنه أمر بارتكابها انتقامًا من هذه القضية، ولكن لم يُتهم بها. كتب سيل مقالًا بعنوان «ظلم أقل» يُظهر تقديره لمقتل بينيت، وقال فيه: «أدرك الناس الآن أن الطريقة الوحيدة للتعامل مع الظالم هي التعامل بشروطنا الخاصة، وحدث ذلك».

### الترشح لمنصب العمدة
ترشح سيل لمنصب عمدة أوكلاند، كاليفورنيا في عام 1973. حصل على ثاني أكبر عدد من الأصوات من بين تسعة مرشحين؛ ولكنه خسر في نهاية المطاف في جولة الإعادة مع رئيس البلدية الحالي جون ريدينغ. جادل سيل وهيوي نيوتن في عام 1974 حول فيلم مقترح عن الفهود أراد نيوتن أن ينتجه بيرت شنايدر. قالت بعض الروايات إن الجدال تصاعد إلى معركة زُعم فيها أن نيوتن ضرب سيل بسوط بشدة بدعم من حراسه الشخصيين المسلحين لدرجة حاجة سيل لعلاج طبي مكثف لإصاباته. اختبأ بعد ذلك لمدة عام تقريبًا، وانتهى ارتباطه بالحزب في عام 1974. نفى سيل حدوث أي مشاجرة جسدية من هذا القبيل رافضًا الشائعات القائلة بأنه ونيوتن كانا أقل من أصدقاء.